# Věra Bílá
Pour les articles homonymes, voir Bílá.
Věra Bílá, née Věra Giňová le 22 mai 1954 à Rokycany (Tchécoslovaquie) et morte le 12 mars 2019 à Plzeň (Tchéquie), est une musicienne et chanteuse tchécoslovaque puis tchèque qui popularisa mondialement la musique de la communauté tzigane.

## Biographie
Věra Bílá, originaire de Rokycany, est la fille du chanteur Karol Giňa. Elle a vécu et travaillé en République tchèque. Son prénom Věra signifie « foi » dans les langues slaves ; et son nom de famille « Bílá » signifie blanc en tchèque. En 1999, la réalisatrice Mira Erdevicki-Charap l'a décrit dans le documentaire Black and White in Color.
Elle décède le 12 mars 2019 à l'âge de 64 ans d'une crise cardiaque.